# Пайкос, Андроникос

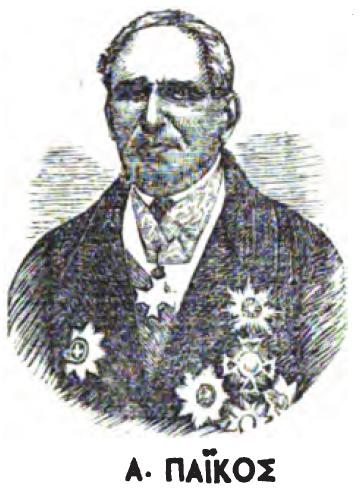
Σκίτσο του Ανδρόνικου Πάικου από το περιοδικό Ποικίλη Στοά του 1881

Андроникос Пайкос (греч. Ανδρόνικος Πάικος; 1796, Салоники — 22 января 1880, Афины) — участник Освободительной войны Греции 1821—1829 годов, политик, министр трёх послевоенных правительств.

## Биография
Пайкос родился в 1796 году в Салониках, в богатой греческой семье.
С началом Всегреческого восстания 1821 года, Пайкос оказался в Падуе, Италия, где он учился на юриста. Пайкос без замедления собрал как можно больше денег, купил на них оружие и боеприпасы, зафрахтовал парусник и прибыл на нём в город Каламата в ноябре 1821 года. Здесь он присоединился к корпусу Димитрия Ипсиланти и принял участие во многих боях, получив звание лейтенанта. С окончанием войны и с прибытием Иоанна Каподистрии, Пайкос решил вернуться в Италию для завершения своего образования.
Пайкос был избран представителем в Национальное собрание 1832 года. Вернулся в Грецию в 1833 году и завоевал доверие короля Оттона. В двух правительствах при Оттоне он был последовательно министром юстиции и министром юстиции и иностранных дел (1837). Пайкос был представителем в Национальном собрании 1843 года и снова стал министром иностранных дел в 1849 году.
Умер в Афинах в 1880 году, будучи к тому времени частным лицом.